# Цероксилон
Цероксилон (лат. Ceroxylon) — род растений семейства Пальмовые (Arecaceae), распространенный на территории Южной Америки, включая страны Боливия, Колумбия, Эквадор, Перу и Венесуэла.
Одним из видов этого рода, получившим особую известность, является Киндиойская восковая пальма (Ceroxylon quindiuense). Растение признано самой высокой среди всех пальм на планете. Достижение официально зафиксировано в Книге рекордов Гиннесса, когда в 2017 году был обнаружен экземпляр высотой 59,2 метров. Кроме того, Киндиойская восковая пальма является национальным деревом Колумбии.

## Название
Родовое латинское (научное) название Ceroxylon происходит от латинских слов cero, что означает «покрытие воском», и xulon, что означает «древесина»; «восковое дерево».

## Ботаническое описание
Цероксилоны — высокие, одиноствольные и раздельнополые пальмы. Стволы имеют столбчатую форму с гладкой поверхностью, покрытой слоем беловатого воска, есть выступающие рубцы. Листья перистые, листочки линейно-ланцетовидные, с нижней (абаксиальной) стороны покрыты беловатым или желтоватым восковым или войлочным налетом.
Соцветие пазушное, одиночное и метельчатое. Прицветники располагаются в количестве 5-7 близко к основанию стебля. Цветки однополые, расположены вдоль оси соцветия и имеют выраженные цветоножки. Мужские цветки имеют 3 сросшихся чашелистика, 3 мясистых доли венчика, тычинок 6-17, крепятся у основания долей венчика. Пестики редуцированные. Женские цветки схожи с мужскими, но отличаются более мелкими тычинками с недоразвитыми пыльниками. Завязь яйцевидная, 3-гнездная и 3-пллодная, а рыльца пестика загнутые.
После опыления формируются красные или оранжевые плоды с гладкой или бородавчатой поверхностью. Внутри плода находятся шаровидные семена.

## Таксономия
Ceroxylon Bonpl. ex DC., первое упоминание в Bull. Sci. Soc. Philom. Paris 3: 239 (1804).

### Синонимы
Гетеротипные (основанные на разных номенклатурных типах):
- Beethovenia Engel (1865)
- Klopstockia H.Karst. (1856)

### Виды
Подтвержденные виды по данным сайта Plants of the World Online на 2023 год:
- Ceroxylon alpinum Bonpl. ex DC.typus[8]
- Ceroxylon amazonicum Galeano
- Ceroxylon ceriferum (H.Karst.) Pittier
- Ceroxylon echinulatum Galeano
- Ceroxylon parvifrons (Engel) H.Wendl.
- Ceroxylon parvum Galeano
- Ceroxylon peruvianum Galeano, Sanín & K.Mejia
- Ceroxylon pityrophyllum (Mart.) Mart. ex H.Wendl.
- Ceroxylon quindiuense (H.Karst.) H.Wendl. — Киндиойская восковая пальма
- Ceroxylon ravenii Villalba & L.Valenz.
- Ceroxylon sasaimae Galeano
- Ceroxylon ventricosum Burret
- Ceroxylon vogelianum (Engel) H.Wendl.

- Ceroxylon alpinum
- Ceroxylon ceriferum
- Ceroxylon quindiuense